# Imparfinis
Imparfinis is een geslacht van straalvinnige vissen uit de familie van de antennemeervallen (Heptapteridae).

## Soorten
- Imparfinis borodini Mees & Cala, 1989
- Imparfinis cochabambae (Fowler, 1940)
- Imparfinis guttatus (Pearson, 1924)
- Imparfinis hasemani Steindachner, 1915
- Imparfinis hollandi Haseman, 1911
- Imparfinis lineatus (Bussing, 1970)
- Imparfinis longicaudus (Boulenger, 1887)
- Imparfinis microps Eigenmann & Fisher, 1916
- Imparfinis minutus (Lütken, 1874)
- Imparfinis mirini Haseman, 1911
- Imparfinis mishky Almirón, Casciotta, Bechara, Ruíz Díaz, Bruno, D’Ambrosio, Solimano & Soneira, 2007
- Imparfinis nemacheir (Eigenmann & Fisher, 1916)
- Imparfinis parvus (Boulenger, 1898)
- Imparfinis pijpersi (Hoedeman, 1961)
- Imparfinis piperatus Eigenmann & Norris, 1900
- Imparfinis pristos Mees & Cala, 1989
- Imparfinis pseudonemacheir Mees & Cala, 1989
- Imparfinis schubarti (Gomes, 1956)
- Imparfinis spurrellii (Regan, 1913)
- Imparfinis stictonotus (Fowler, 1940)
- Imparfinis timana Ortega-Lara, Milani, DoNascimiento, Villa-Navarro & Maldonado-Ocampo, 2011
- Imparfinis usmai Ortega-Lara, Milani, DoNascimiento, Villa-Navarro & Maldonado-Ocampo, 2011